# Années 2010 en Nouvelle-Calédonie
Les années 2010 couvrent la période de 2010 à 2019.
- 1960
- 1970
- années 1980
  - 1980
  - 1981
  - 1982
  - 1983
  - 1984
  - 1985
  - 1986
  - 1987
  - 1988
  - 1989
- 1990
- 2000
- 2010
- 2020

## Événements

### 2010à2017
- 25 septembre 2011 : élections sénatoriales.
- 10 et 17 juin 2012 : élections législatives.
- 23 et 30 mars 2014 : élections municipales.
- 11 mai 2014 : élections provinciales.
- 11 et 18 juin 2017 : élections législatives.
- 24 septembre 2017 : élections sénatoriales.

### 2018
- 5 mai 2018 : visite d'Emmanuel Macron à Ouvéa[1].

- 12 juin 2018 : un python réticulé de 26 kg et mesurant 4 mètres est découvert à Voh[2].

- 29 août 2018 : un séisme d'une magnitude comprise entre 6,7 à 7,1 se produit à 14h51 dans le secteur des îles Loyauté, à 220 km environ au sud-est de Tadine (Maré) et 269 km environ au nord-est de l'île des Pins, suivi, dix minutes plus tard, par une réplique d'intensité moindre (5,8). Aucun dégât n'a été déploré[3],[4].

- 27 septembre 2018 : le service des cantines scolaires de Nouméa est suspendu à la suite d'une série d'intoxications alimentaires. Cette crise des cantines scolaires durera jusqu'au jeudi 8 novembre[5],[6].

- 1er octobre 2018 : entrée en vigueur de la TGC à taux plein[7].

- 4 novembre 2018 : référendum de 2018 sur l'indépendance de la Nouvelle-Calédonie. Même si la proposition d'indépendance est rejetée par la majorité, les votants ont tout de même été 43,6 % à voter « oui »[8].

### 2019
- 12 mai 2019 : élections provinciales.